# Antillopsyche ayacara
Antillopsyche ayacara är en nattsländeart som beskrevs av Lazar Botosaneanu 1980. Antillopsyche ayacara ingår i släktet Antillopsyche och familjen fångstnätnattsländor. Inga underarter finns listade i Catalogue of Life.